# Ologonosoma ecarinatum
Ologonosoma ecarinatum är en mångfotingart som först beskrevs av Carl Graf Attems 1898.  Ologonosoma ecarinatum ingår i släktet Ologonosoma och familjen orangeridubbelfotingar. Inga underarter finns listade i Catalogue of Life.